# Катеринівка (Шосткинський район)
Катери́нівка — село в Україні, у Шалигинській селищній громаді Шосткинського району Сумської області. Населення становить 246 осіб. До 2016 орган місцевого самоврядування — Соснівська сільська рада.  
Поблизу села розташований пункт пропуску через державний кордон «Катеринівка».

## Назва села

### Етимологія
- Перша половина XVII ст. село мало назву Македонія.
- Друга половина XVIII ст. село отримало сучасну назву Катеринівка.

За легендою, що існує в селі, пов'язана з імператрицею Катериною II. Під час однієї зі своїх поїздок країною, коли цариця проїжджала через село, зламалося колесо і Катерина II змушена була зупинитися на ремонт. Щоб увічнити цей випадок, назвали село Катеринівкою.

## Географія
Село Катеринівка розташоване на лівому березі річки Клевень, нижче за течією на відстані 3.5 км розташоване село Соснівка, на протилежному березі — село Білокопитове. Біля села багато іригаційних каналів.
Поруч пролягає автомобільний шлях E38 (Т 2502). Біля села кордон з Росією.

## Історія

### Передісторія до появиКиївської Русі
Місцевість, де розташоване село, була заселена ще в давнину. Про те, що на місці Катеринівки та на її околицях жили люди, свідчать знахідки, виявлені жителями при обробці землі.
На межі нашої ери на значній території сучасної Глухівщини мешкали носії Київської археологічної культури. Це підтверджується знахідками кераміки вздовж річок: Клевень, Есмань, Обеста та їх приток.
Поселення київської культури було виявлено і біля Катеринівки. Перші археологічні розвідки цього регіону було проведено ще 1929 року завідувачем Глухівським окружним музеєм Я.М. Морачевським та студентом Глухівського педтехнікуму С.А. Литвиновим.
Результати досліджень, викладені у звітах, знаходяться у Науковому архіві Інституту археології Національної Академії України.
Знайдені під час розвідки матеріали поповнили добірку Глухівського музею того часу.
На сьогоднішній день у фондах Національного заповідника «Глухів», крім знахідок груболіпної кераміки, зберігається трикутна пластинчаста підвіска, декорована вічками, яку знайшли у Катеринівці. Також у приватній колекції зберігаються два предмети, знайдені біля села: фрагменти трикутної фібули та ажурна підвіска-луниця (III-V ст.), декорована червоними емалями. Ці знахідки свідчать про те, що ця територія почала заселятися ще в III-V століттях.

### Київська Русь
У період XI-ХІІ ст. неподалік сьогоднішньої Катеринівки на берегах Клевені створюється мережа давньоруських городищ, що сприяло активному заселенню сусідніх земель.
Навпроти села знаходиться Заруцьке городище, по сусідству давньоруська Сварківська фортеця періоду Київської Русі.
Ці землі входили до складу Новгорода - Сіверського князівства
З XIII ст. у складі Глухівського князівства.
Серед давньоруських знахідок у селі Катеринівка, що зберігаються у фондах Національного заповідника "Глухів", слід зазначити залізну бойову сокиру, поясну накладку, декоровану багатим рослинним орнаментом та кільчужні кільця.

### Велике князівство Литовське
З другої половини XIV ст. у складі Великого Князівства Литовського, а згодом і в об'єднанній Речі Посполитій.
Сприяла розвитку села також дорога, яка проходила тут на початку XVII ст. Вона з'єднувала Новгород - Сіверський та Рильськ.
В серпні 1621 року путивльский воєвода скаржився в Розрядний наказ, що рильські торгові люди їздять із Рильська в Новгород - Сіверський, об'їжджаючи Путивль, проклавши дорогу «вниз Клевені».

### Московське Царство
Сучасна Катеринівка бере свій початок у далекому XVII столітті. Є кілька версій історії зародження села.
У першій половині XVII ст. село було одним із прикордонних пунктів і входило до Московської держави, з метою захисту Московщини крім будівництва міст-фортець в 1571 році реорганізується сторожова служба.
На початку XVII ст. починається спорудження Білгородської оборонної лінії, яка служила для захисту від набігів кримських татар, литовців, черкасів (козаків).
Білгородська оборонна лінія проходила територією сучасної Сумської, Білгородської, Воронезької, Липецької, Тамбовської областей. З побудовою міст та острогів навколо одночасно виникали приміські слобідки, села. Одним із таких прикордонних пунктів і була Катеринівка.
Називалася вона тоді, за спогадами, які передаються з покоління в покоління Македонією.
B 1645 було проведено розмежування земель між Московською державою та Річчю Посполитою – селища на лівому березі Клевені (Крупець, Старикове, Козино, Катеринівка, Шалигине) відійшли до Московської держави. Таким чином кордон між двома державами почав проходити річкою Клевень.
Наприкінці XVII-початку XVIII ст. у Курському краї почало розвиватися велике землеволодіння. У Рильському повіті одним з найбільших землевласником був І.С. Мазепа. 13 грудня 1703 року грамотою Петра I найкращі землі Рильського повіту, площею понад тисячу десятин, були надані Гетьманові України Івану Степановичу Мазепі (1644-1709), який почав заселяти їх черкесами, козаками. Незабаром майже все населення лівобережжя Сейму заговорило українською мовою.
В 1757 році село стало власністю князя Барятинського.
Становище селян було важким.
Вони відбували панщину у розмірі 3-5 днів на тиждень, сплачували подушний податок, виконували дорожні, підводні та інші повинності.
Часті неврожаї супроводжувалися голодом. Під час посіву та збирання врожаю поміщик зганяв кріпаків на роботу, а взимку змушував їх возити до поміщицької садиби хліб, сіно, будівельні матеріали, проводити ремонтні роботи. Жінки пряли, ткали полотна та просте сукно, а також вирощували поміщику гусей, качок.
В 1861 року село входило до Шалигінської волості Путивльського повіту Курської губернії, і в ньому проживало 150 ревізських душ.
Глибока криза феодально-кріпосницької системи, поразка у Кримській війні, селянські виступи середини XIX ст. змусили уряд піти на реформи. Відоме як скасування кріпосного права 19 лютого 1861 року.
Сільське господарство, обтяжене залишками кріпацтва, не мало сприятливих умов розвитку. Що спонукало до реформи, відомої як Столипінська.
Головною метою стало руйнування общинного землекористування, створення широкого шару міцних господарств фермерського типу (куркульських).
Скасовувалися обов'язкові земельні громади і надавалося кожному селянинові право вимагати виділення йому землі на одному масиві, який отримав назву «відруб».
У Катеринівці деякі селяни вийшли з громади та утворили хутори Курган та Куліга.
Великі лиха принесла жителям Катеринівки Перша світова війна. Багато чоловіків села брали участь у боях на фронтах Першої Світової війни, яку в селі називали «німецькою» чи «миколаївською».
В армію мобілізували працездатне чоловіче населення. Було реквізовано багато коней. Через нестачу робочих рук частина господарств не могла обробляти землю.
У той же час селяни збільшували свої земельні наділи, купуючи чи орендуючи землю. У сім'ї Петра Миколайовича Самоделова зберігаються документи, датовані 1910 та 1915 роками, на купівлю їхніми предками землі. У цих документах згадуються мешканці Катеринівки, які купили або взяли в оренду землю: Роман Мойсеєв Самоделов, Микита Романов Самоделов, Петро Васильєв Степченков, Василь, Григорій та Яків Петрови Степченкови, Меркурій Миколаїв Степченков, Петро Іванов Бойченков, Федір Михайлов Мазнєв. Імена, по батькові та прізвища написані у документах (російською).

### Перша половина XX ст.
У перші роки радянської влади на селі були важкі та небезпечні. У країні ще тривала громадянська війна, панував голод, розруха, лютував тиф. Населення з недовірою приймало укази та нововведення радянської влади.
Після встановлення у селі радянської влади було організовано перший кооператив.
З 1924 року Катеринівка входила до Крупецької волості Рильського повіту Курської губернії Росії.
16 жовтня 1925 року Голова ЦВК СРСР підписав постанову про передачу та включення до складу України Путивльського повіту, за винятком Крупецької волості. Спірні питання щодо приєднання окремих сіл тривали до 1 липня 1926 року, коли остаточно було завершено передачу Путивльського повіту Україні.
З 1926 року Катеринівка входила до Глухівського округу УСРР, з 1930 року Глухівський район був підпорядкований центральним органам УСРР, з лютого по жовтень 1932 року – до того ж району Київської області, з 5 жовтня – Чернігівської області.
З весни 1929 року у Катеринівці проводилися заходи, створені задля створення колективних господарств. Основні активні дії припали на січень – березень 1930 року.
Тих, хто вперто чинив опір, розкуркулювали. У селі були розкуркулені Митрофан Грибов, Меркул Степченко та Андрій Фрісов.
1930 року в селі було створено колгосп імені Молотова. На сході 100 сімей Катеринівки вирішили узагальнити землю та майно, але коли розпочали це, 5 сімей відмовилися. У село приїхали працівники НКВС та відвезли їх. Подальша доля цих людей невідома. Одними з перших вступили в колгосп Ксенія Семенівна Акіншина, Микита Стефанович Акіншин, Марфа Захарівна Полякова, Іван Юхимович Самоделов, Пелагея Лук'янівна Степченко, Павло Іванович Чеботарьов, Антон Федотович Шеварьов.
Згідно з циркулярним листом Глухівського окружного комітету ЛКСМУ, у селі організовували свято "Першої борозни". Він проводився під гаслом "закріплення досягнень колгоспного руху та перевірки бойової готовності до весняного посіву".
Для обслуговування колгоспів технікою було створено машино-тракторні станції (МТС). Поля колгоспу імені Молотова обслуговувала Шалигінська МТС, в ній працювали й катеринівські механізатори.
У 1930 році для будівництва сільського клубу було використано колоди будинку, конфіскованого у розкуркуленого Меркула Степченка.
У 1932 році радянський уряд дав насильницький план колгоспам із хлібозаготівлі. Щоби його виконати, колгоспам довелося вивезти майже все зерно. Жорстокі методи насильницької колективізації призвели до страшного голоду в Україні 1932-1933 років, під час якого загинули мільйони жителів. Масовий голод українського народу розпочався у грудні 1932 року, але свого апогею досяг у 1933 році.
Рятуючи сім'ї з голоду, колгоспники почали нести зерно з колгоспних полів. Саме в цей період на полях стали з'являтися селяни - переважно жінки, яким не було чим годувати дітей. Цих жінок у чиновницьких кабінетах називали "перукарями": вони ножицями зрізали колоски на полях, де ще рік-два до цього працювали як повноправні господарі. Дуже скоро це явище набуло масового характеру. У серпні селяни випробували на собі реакцію на це І. Сталіна, названого офіційно пропагандою "батьком народів". Торішнього серпня 1932 року він власноручно написав закон про охорону соціалістичної власності. Сучасники назвали цей закон "законом про п'ять колосків".

В 1935 році уряд ухвалив постанову про склад нових адміністративних районів Чернігівської області. Відповідно до цієї постанови було створено Шалигинський район. У цей час Катеринівка входила до складу Стариківської сільської ради Шалигинського району.

#### Репресії
З 1929 року звинувачення проти віднесених до класово ворожих елементів розглядали так звані "трійки" у складі першого секретаря райкому партії, голови райвиконкому та начальника місцевого відділення ГПУ, що значно спрощував розгляд справ.
Репресировані жителі: 
- Гордєєв Григорій Миколайович, 1898 р.н., с. Катеринівка, росіянин, освіта початкова, пильщик промартели (м. Рильськ Курської області). Заарештовано 07.03.1940 р. Особливою нарадою при НКВС СРСР 17.04.1940 р. за ст. 54-10 КК УРСР заарештовано на 5 років. Реабілітовано 21.11.1997 р. прокуратурою області.

### Незалежна Україна
12 червня 2020 року, відповідно до розпорядження Кабінету Міністрів України № 723-р «Про визначення адміністративних центрів та затвердження територій територіальних громад Сумської області», село увійшло до складу Шалигинської селищної громади.
19 липня 2020 року, в результаті адміністративно-територіальної реформи та ліквідації Глухівського району, село увійшло до складу новоутвореного Шосткинського району.

### Російсько-українська війна
16 червня 2022 року близько 13 години, у ході російсько-української війни, з боку села Городище Курської області з реактивних систем залпового вогню обстріляли територію села Катеринівка . Внаслідок цього був пошкоджений сільгоспоб'єкт повідомили в Державній прикордонній службі України.
8 серпня 2022 року близько одинадцятої години російські війська здійснили артобстріл житлових будинків. Ворожий снаряд розірвався за кілька метрів від місцевої мешканки. Від отриманих ран жінка загинула на місці.
19 березня 2024 року село двічі потрапило під обстріл російського агресора. Обстріли велися зі ствольної артилерії, мінометів 120 і 82 мм, танків.
1 серпня 2024 року село знову обстріляв російський агресор. Зафіксовано 4 вибухи, ймовірно ствольна артилерія 122 мм.

## Населення

### Мова
Розподіл населення за рідною мовою за даними перепису 2001 року:
| Мова       | Кількість | Відсоток |
| ---------- | --------- | -------- |
| російська  | 232       | 94.31%   |
| українська | 14        | 5.69%    |
| Усього     | 246       | 100%     |

## Економіка
- Молочно-товарна ферма.
- Торфорозробки Пушкаро-Жаденського.
- Митний пост «Катеринівка» Глухівської митниці.

## Соціальна сфера
- Клуб.